# Thomas B. Stanley

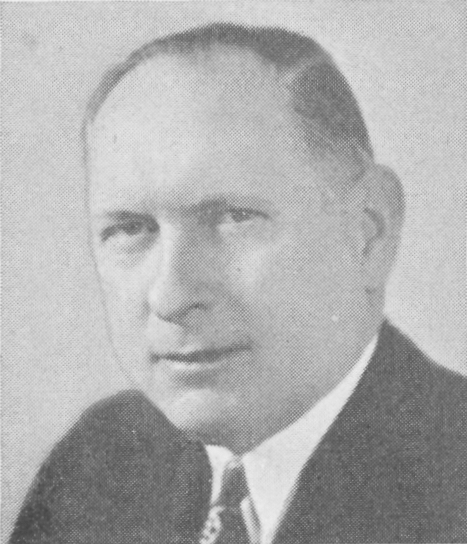

Thomas Bahnson Stanley (ur. 16 lipca 1890 na farmie koło Spencer w stanie Wirginia, zm. 10 lipca 1970 w Martinsville w stanie Wirginia) – amerykański polityk, działacz Partii Demokratycznej, przedsiębiorca.
W latach 1930–1946 zasiadał w Izbie Delegatów stanu Wirginia, od 1942 do 1946 zajmował tam stanowisko spikera. W latach 1946–1953 reprezentował 5. okręg Wirginii w Izbie Reprezentantów Stanów Zjednoczonych. Od 1954 do 1958 pełnił urząd gubernatora Wirginii. Sprawował funkcję przewodniczącego Narodowego Stowarzyszenia Gubernatorów (1956–1957).
24 października 1918 poślubił Anne Pocahontas Bassett. Para miała troje dzieci.